# (725) Amanda
Pour les articles homonymes, voir Amanda.
(725) Amanda est un astéroïde de la ceinture principale découvert le 21 octobre 1911 par l'astronome autrichien Johann Palisa.
Sa désignation provisoire était 1911 ND.